# Lee Young-eun
Lee Young-eun (sinh ngày 9 tháng 8 năm 1982) là một nữ diễn viên Hàn Quốc. Cô được biết đến với vai chính trong các bộ phim truyền hình Hàn Quốc như Likable or Not, Obstetrics and Gynecology Doctors, While You Were Sleeping, và Can't Stand Anymore.
Lee kết hôn với Go Jung-ho, một nhà sản xuất của kênh truyền hình cáp jTBC, vào ngày 27 tháng 9 năm 2014 tại khách sạn Shilla ở Seoul.

## Phim đã tham gia

### Phim truyền hình
| Năm  | Tên phim                                 | Vai diễn                | Kênh trình chiếu | Ghi Chú                                  |
| ---- | ---------------------------------------- | ----------------------- | ---------------- | ---------------------------------------- |
| 2003 | My Fair Lady                             | Cha Joo-mi              | SBS              |                                          |
| 2004 | Open Drama Man & Woman                   | In-hee                  | SBS              | episode 139: "Bar Girl"                  |
| 2004 | Nonstop 4                                | Lee Young-eun           | MBC              | guest - episodes 109, 111                |
| 2004 | Full House                               | Hee-jin                 | KBS2             |                                          |
| 2005 | Hong Kong Express                        | Jo Bong-sook            | SBS              |                                          |
| 2005 | MBC Best Theater                         | Jo Young-ji             | MBC              | episode 168: "Come to Me, Sweet Villain" |
| 2006 | Don't Worry                              | Jo Eun-sae              | KBS2             |                                          |
| 2007 | The Return of Shim Chung                 | Shim Chung              | KBS2             |                                          |
| 2007 | War of Money                             | Geum Eun-ji             | SBS              |                                          |
| 2007 | Delicious Stories                        | Seo-bin                 | SBS              |                                          |
| 2007 | The King and I                           | Palace servant          | SBS              |                                          |
| 2007 | Likeable or Not                          | Hwang Ji-young          | KBS1             |                                          |
| 2008 | Hometown Legends                         | Min Yeo-rim/Lee Chae-ok | KBS2             | episode 5: "Oh Goo the Exorcism"         |
| 2008 | Star's Lover                             | College student         | SBS              | cameo - episode 1                        |
| 2009 | Hometown Legends                         | Yeon                    | KBS2             | episode 1: "Kiss of the Vampire"         |
| 2009 | Joseon Mystery Detective: Jeong Yak-yong | Seol-ran                | OCN              |                                          |
| 2010 | Obstetrics and Gynecology Doctors        | Kim Young-mi            | SBS              |                                          |
| 2010 | Once Upon a Time in Saengchori           | Yoo Eun-joo             | tvN              |                                          |
| 2011 | While You Were Sleeping                  | Oh Shin-young           | SBS              |                                          |
| 2012 | I Remember You                           | Jung Eun-soo            | SBS              |                                          |
| 2012 | Father Is Sorry                          | Kyung-ae                | TV Chosun        |                                          |
| 2012 | The Wedding Scheme                       | Yoo Sun-hee             | tvN              |                                          |
| 2012 | To the Beautiful You                     | Lee So-jeong            | SBS              |                                          |
| 2013 | Can't Stand Anymore                      | Hwang Sun-joo           | jTBC             |                                          |
| 2014 | Gap-dong                                 | Lee Soon-shim           | tvN              | guest - episodes 2-3                     |
| 2014 | My Secret Hotel                          | Yeo Eun-joo             | tvN              |                                          |
| 2014 | Punch                                    | Park Hyun-sun           | SBS              |                                          |
| 2016 | The Shining Eun-Soo                      | Oh Eun-Soo              | KBS1             |                                          |
| 2018 | Should We Kiss First                     | An Hee-jin              | SBS              |                                          |
| 2019 | Home for Summer                          | Wang Geum-hee           | KBS1             |                                          |

### Phim ảnh
| Năm  | Phim                 | Vai diễn                      | Ghi chú                          |
| ---- | -------------------- | ----------------------------- | -------------------------------- |
| 2004 | Too Beautiful to Lie | Choi Soo-mi                   |                                  |
| 2007 | Going by the Book    | Jeon Da-hye                   |                                  |
| 2008 | Summer Whispers      | Young-jo                      |                                  |
| 2009 | Oh! My God 2         | Lee Eun-ji                    |                                  |
| 2012 | Doomsday Book        | Phát thanh viên Lee Eun-kyung | phân đoạn: "Chúc mừng sinh nhật" |

## Giải thưởng và đề cử
| Năm  | Giải thưởng                                         | thể loại                                                                              | Phim được đề cử         | Kết quả |
| ---- | --------------------------------------------------- | ------------------------------------------------------------------------------------- | ----------------------- | ------- |
| 2007 | Giải thưởng phim truyền hình SBS                    | Giải thưởng Ngôi sao mới                                                              | Cuộc chiến kim tiền     |         |
| 2008 | Giải thưởng phim truyền hình Hàn Quốc lần thứ 2     | Giải thưởng phổ biến của cư dân mạng                                                  | Likeable or Not         |         |
| 2009 | Giải thưởng Grand Bell lần thứ 46                   | Nữ diễn viên mới xuất sắc nhất                                                        | Summer Whispers         |         |
| 2011 | Giải thưởng Văn hóa và Giải trí Hàn Quốc lần thứ 19 | Giải thưởng xuất sắc, Nữ diễn viên chính trong phim truyền hình                       | While You Were Sleeping |         |
| 2011 | Giải thưởng phim truyền hình SBS                    | Giải thưởng xuất sắc, Nữ diễn viên chính trong phim truyền hình cuối tuần / hàng ngày | While You Were Sleeping |         |